# Поехали!

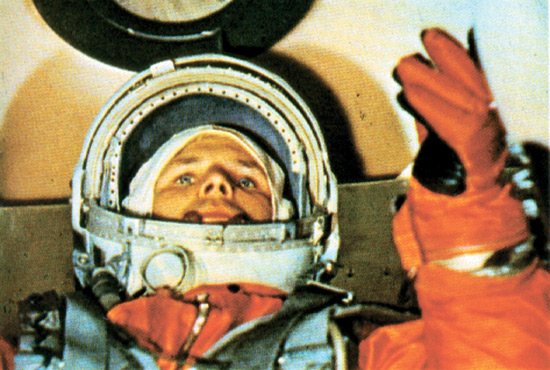
Гагарин перед стартом полёта

«Пое́хали!» — фраза, произнесённая первым космонавтом Земли Юрием Гагариным (1934—1968) во время старта первого пилотируемого космического корабля «Восток» 12 апреля 1961 года. Она стала своеобразным символом новой, космической эры развития человечества.

«Мне захотелось как-то помочь этим людям, как-то сбросить то большое напряжение, которое у них было. И когда включились двигатели, когда ракета начала подниматься со стартового стола, я, чтобы разрядить обстановку, постарался таким бодрым, обыкновенным голосом сказать: „Поехали!“».— Ю. Гагарин.
Фраза была использована в припеве песни Н. Добронравова «Знаете, каким он парнем был» (1971) из цикла песен «Созвездие Гагарина»:
Он сказал: «Поехали!»

Он взмахнул рукой.

Словно вдоль по Питерской, Питерской,

Пронёсся над Землёй…
Музыку к песне написала Александра Пахмутова. В разное время её исполняли Юрий Гуляев, Иосиф Кобзон, Леонид Сметанников и др.
Фраза также стала названием для межрегионального фестиваля фантастики, проводимого в разных городах России с 2011 года.
В Саратовской области, где Юрий Гагарин учился и приземлился после полета в космос, в честь его фразы «Поехали!» назвали фестиваль для первокурсников и транспортную карту.

## Версия о происхождении фразы
Известно, что говорить «Поехали!» вместо уставного «Экипаж, взлетаю!» при взлёте любил лётчик-испытатель Марк Галлай, методист и инструктор первого отряда космонавтов. Марк Лазаревич, сознательно руководствуясь, в том числе, и психологическими соображениями, почитал за благо использовать бодрый неформальный доклад о готовности. Именно с его подачи «Поехали!» часто звучало в начале упражнений на тренажёре-имитаторе корабля. Это вполне могло побудить Гагарина сказать «Поехали!» при старте. Сам Галлай в своих записках ссылается на широкую распространённость такой привычки в профессиональной среде лётчиков-испытателей и сообщает: 
Кое в чем я сознательно нарушал узаконенные формулировки внутрисамолетных переговоров.
Так, вместо высокопарного «Экипаж, взлетаю!», я, как, впрочем, и большинство моих коллег, перед началом разбега почти всегда говорил: «Поехали!» <…> Неприязнь к шикарной фразе — «Экипаж, взлетаю!» — я почувствовал с тех пор, как однажды услыхал её из уст лётчика, который работал только на легкомоторных самолётах и перед взлётом гордо изрекал её, адресуясь к «экипажу» в составе… одного человека.